# محاري أبيض جصي
محاري أبيض جصي (الاسم العلمي: Pleurotus dealbatus) هو نوع من الفطريات يتبع جنس المحاري من فصيلة المحارية.